# تیراپووا
تیراپووا (به لاتین: Tirappuwa) یک منطقهٔ مسکونی در سری‌لانکا است که در استان مرکزی (سری‌لانکا) واقع شده‌است.